# Юго-Восточная Англия
Юго-Восточная Англия (англ. South East England) — один из девяти административных регионов на юге Англии.
Включает девять церемониальных графств, а также несколько десятков унитарных и муниципальных районов. Административный центр — Гилфорд (графство Суррей).

## География
Регион Юго-Восточная Англия занимает территорию 19 096 км² (3-е место среди регионов), омывается с северо-востока эстуарием реки Темза, с востока проливом Па-де-Кале, с юга проливом Ла-Манш, граничит на западе с регионом Юго-Западная Англия, на северо-западе с регионом Уэст-Мидлендс, на севере с регионом Ист-Мидлендс, на северо-востоке с регионами Восточная Англия и Большой Лондон.

### Городские агломерации
В Юго-Восточной Англии полностью расположены 14 крупных городских агломераций с населением более 100 тысяч человек, а также часть городской агломерации Большой Лондон (по данным 2001 года, в порядке убывания численности населения):
- Большой Лондон (городская агломерация) (часть, более 600 тысяч человек в Юго-Восточной Англии)
- Брайтон/Уэртинг/Литлхэмптон 461 181
- Портсмут (городская агломерация) 442 252
- Рединг/Уокингем 369 804
- Саутгемптон (городская агломерация) 304 400
- Олдершот (городская агломерация) 243 344
- Медуэй Таунс (городская агломерация) 231 659
- Милтон-Кинс (городская агломерация) 184 506
- Кроули (городская агломерация) 180 177
- Оксфорд 143 016
- Слау (городская агломерация) 141 848
- Гастингс/Бексхил-он-Си 126 386
- Танет 119 144
- Высокий Виком (городская агломерация) 118 229
- Истборн 106 562

## Демография
На территории региона Юго-Восточная Англия по данным 2012 года проживает 8 724 700 человек (1-е место среди регионов), при средней плотности населения 456,89 чел./км².

## Политика
Совет Юго-Восточной Англии (англ. South East England Councils; SEEC) образован в апреле 2009 года, заменив собой Региональную ассамблею Юго-Восточной Англии (англ. South East England Regional Assembly; SEERA), и представляет интересы большинства из 74 местных советов Юго-Восточной Англии.
Агентство по развитию Юго-Восточной Англии (англ. South East England Development Agency; SEEDA) работает с 1999 года; основная цель агентства — развитие экономики региона Юго-Восточная Англия.

## Административное деление
Регион Юго-Восточная Англия включает в себя девятнадцать политически независимых друг от друга административных единиц — семь неметропольных графств (Бакингемшир, Восточный Суссекс, Западный Суссекс, Кент, Оксфордшир, Суррей и Хэмпшир) и двенадцать унитарных единиц (Брайтон и Хоув, Брэкнелл Форест, Виндзор и Мэйденхэд, Западный Беркшир, Медуэй, Милтон-Кинс, Остров Уайт, Портсмут, Рединг, Саутгемптон, Слау и Уокингем). Неметропольные графства и унитарные единицы объединены в девять церемониальных графств — Бакингемшир, Беркшир, Восточный Суссекс, Западный Суссекс, Кент, Оксфордшир, Остров Уайт, Суррей и Хэмпшир, для обеспечения ими церемониальных функций. Семь неметропольных графств разделены в общей сложности на 55 неметропольных районов. Унитарные единицы разделения на районы не имеют.
| Бакингемшир (церемониальное графство) - Бакингемшир (неметропольное графство) - Саут-Бакс - Читерн - Уиком - Эйлсбери-Вейл - Милтон-Кинс (унитарная единица) Беркшир (церемониальное графство) - Западный Беркшир (унитарная единица) - Рединг (унитарная единица) - Уокингем (унитарная единица) - Брэкнелл Форест (унитарная единица) - Виндзор и Мэйденхэд (унитарная единица) - Слау (унитарная единица) Восточный Суссекс (церемониальное графство) - Восточный Суссекс (неметропольное графство) - Гастингс - Ротер - Уэлден - Истборн - Льюис - Брайтон и Хоув (унитарная единица) Западный Суссекс (церемониальное графство, неметропольное графство) - - Уэртинг - Арун - Чичестер - Хоршем - Кроли - Мид Сассекс - Адур Кент (церемониальное графство) - Кент (неметропольное графство) - Севенокс - Дартфорд - Гравешам - Тонбридж и Маллинг - Мейдстоун - Танбридж Велс - Свале - Эшфорд - Кентербери - Фолкстон-энд-Хайт - Танет - Дувр - Медуэй (унитарная единица) | Оксфордшир (церемониальное графство, неметропольное графство) - - Оксфорд - Чаруэлл - Саут-Оксфордшир - Вейл-оф-Уайт-Хорс - Уэст-Оксфордшир Остров Уайт (церемониальное графство, унитарная единица) Суррей (церемониальное графство, неметропольное графство) - - Спэлтхон - Руннимед - Суррей Хет - Уокинг - Элмбридж - Гилдфорд (район) - Ваверлей - Моул Валли - Эпсом и Эвелл - Рейгейт и Бенстед - Тандридж Хэмпшир (церемониальное графство) - Хэмпшир (неметропольное графство) - Госпорт - Фэрхем - Винчестер - Хейвант - Восточный Хэмпшир - Харт - Рашмур - Бейсингсток-и-Дин - Тест-Вэлли - Истли - Нью-Форест - Саутгемптон (унитарная единица) - Портсмут (унитарная единица) |

### Статус Сити
В регионе Юго-Восточная Англия расположены семь из 50 административных единиц Англии, имеющих статус «сити»:
- Брайтон и Хоув имеет местное самоуправление и возглавляется мэром, получил статус «сити» в 2001 году, вследствие выпуска королевой Елизаветой II специальной грамоты[5]. В мае 2010 года сроком на один год Мэром Брайтон и Хоув стал Джэфф Уэллс, родившийся в городе Брайтон[6].
- Винчестер Сити с главным городом Винчестер является центром диоцеца Винчестера[англ.]) с 660 года[7], имеет местное самоуправление и возглавляется мэром c конца XII века[8]. В мае 2010 года 811-м Мэром Винчестера сроком на один год стал Ричард Айзард[9].
- Кентербери Сити с главным городом Кентербери является центром диоцеза Кентербери, основанного в 597 году Августином Кентерберийским[10], имеет местное самоуправление и возглавляется мэром. В 1988 королева Англии даровала Кентербери право возглавляться Лорд-Мэром[11], в мае 2010 года им стал Пэт Тодд, родившийся в городе Рамсгит, графство Кент[12].
- Оксфорд является центром диоцеза Оксфорда, образованного в 1542 году королём Англии Генрихом VIII[13], имеет местное самоуправление и возглавляется мэром со времени не позднее 1123 года. В 1962 году королевой Англии Елизаветой II должность мэра была переименована в Лорд-Мэра Оксфорда, которым в настоящее время является Джон Годдард[14].
- Портсмут является центром англиканского диоцеза Портсмута[англ.])[15], имеет местное самоуправление и возглавляется мэром. В 1927 году, после выпуска специальной грамоты, должность мэра в Портсмуте переименована в Лорд-Мэра[16], которым в настоящее время является Паула Ричс, родившаяся в городе Найроби, Кения[17].
- Саутгемптон имеет местное самоуправление и возглавляется мэром с 1217 года[18]. В мае 2010 года 788-м Мэром Саутгемптона стала местная уроженка Кэрол Кунио[19].
- Чичестер является центром диоцеза Чичестера[англ.] с 1075 года[20], имеет местное самоуправление и возглавляется мэром c 1239 года[21]. В мае 2010 года Мэром Чичестера стал Майкл Вулли[22].

## Экономика
В регионе Юго-Восточная Англия находятся штаб-квартиры и/или производственные мощности компаний, выпускающих автомобили под марками Катерхем, МакЛарен, Ролс-Ройс, ЭйСи, Армстронг Сидли.
Один из важнейших портов Великобритании Саутгемптон, с грузооборотом 41,0 миллион тонн (2008 год).

## Спорт
Четыре из двадцати четырех профессиональных футбольных клубов, выступающих в сезоне 2011/2012 в Чемпионате Футбольной лиги, базируются в Юго-Восточной Англии:
- Брайтон энд Хоув Альбион
- Портсмут
- Рединг
- Саутгемптон

Два из двадцати четырех клубов, выступающих в Первой Футбольной лиге:
- Милтон-Кинс Донс
- Виком Уондерерс

Пять из двадцати четырех клубов, выступающих во Второй Футбольной лиге Англии:
- АФК Уимблдон
- Джиллингем
- Кроули Таун
- Оксфорд Юнайтед
- Олдершот Таун

Один из двадцати четырех профессиональных или полупрофессиональных клубов в Национальной Конференции:
- Эббсфлит Юнайтед

Десять из двадцати двух клубов, выступающих в Южной Конференции:
- Бейзингсток Таун
- Дартфорд
- Довер Атлетик
- Истборн Боро
- Истли
- Мейденхед Юнайтед
- Стейнс Таун
- Уокинг
- Фарнборо
- Хавант энд Ватерлоовиль

## Достопримечательности
В регионе Юго-Восточная Англия расположены две из 28 группы объектов, включенных в Список объектов Всемирного наследия ЮНЕСКО в Великобритании:
- Бленхеймский дворец
- Кентерберийский собор, Аббатство Святого Августина и Церковь Святого Мартина в Кентербери